# The Chieftains 6: Bonaparte's Retreat
The Chieftains 6 o The Chieftains 6: Bonaparte's Retreat es el sexto álbum de estudio publicado por el grupo musical irlandés The Chieftains en 1976. Es la primera colaboración de Kevin Conneff con The Chieftains, más tarde se convertiría en miembro de la banda.

## Listado de canciones
1. The Chattering Magpie – 4:47
2. An Chéad Mháirt den Fhombar (The First Tuesday of Autumn) and Green Grow the Rushes O – 3:12
3. The Bonny Bunch of Roses/Bonaparte's Retreat – 14:37
4. Away with Ye – 4:26
5. Caledonia – 5:28
6. Iníon Nic Diarmada (Miss MacDermott) or The Princess Royal Máire Dhall (Blind Mary) and John Drury – 7:00
7. The Rights of Man – 3:21
8. Round the House and Mind the Dresser – 3:12

## Créditos
- Paddy Moloney – uilleann pipes, tin whistle, bodhrán
- Martin Fay – violín
- Seán Potts – tin whistle y bodhrán
- Seán Keane  – violín
- Michael Tubridy – flauta, concertina, tin whistle
- Derek Bell - arpa, oboe y dulcémele